# Bravos de Margarita
Bravos de Margarita es un equipo de béisbol perteneciente a la Liga Venezolana de Béisbol Profesional, con sede en el Estadio Nueva Esparta de la ciudad de Porlamar en la Isla de Margarita. Fundado en 2007, sustituyó como franquicia al equipo Pastora de Los Llanos, convirtiéndose así en la franquicia más joven de la liga.

## Historia

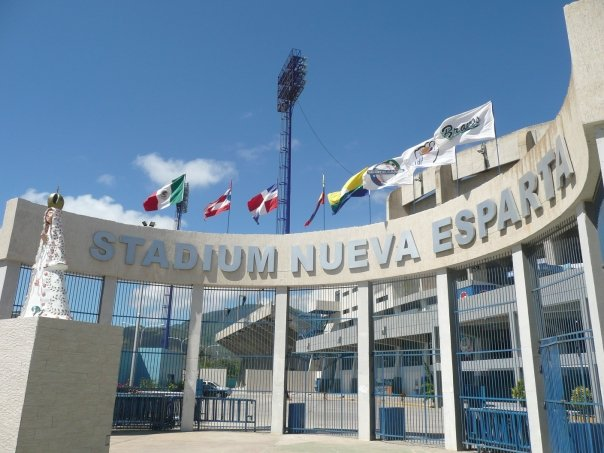
Estadio Nueva Esparta, también conocido como el Guatamare de Porlamar, lugar sede de los partidos de Bravos de Margarita.

En el último día de reunión en la Convención 2007 de la LVBP fue aprobada la solicitud de la franquicia Pastora de Los Llanos y a la directiva, encabezada por su presidente Tobías Carrero Nácar, de mudarse al Estadio Guatamare de Porlamar en el estado Nueva Esparta. 
Todo esto influenciado por las perdidas monetarias que el equipo había venido teniendo en los últimos años en el estadio portugueseño y por la baja afluencia de público. La solicitud fue aprobada por unanimidad por los otros 7 equipos de la liga en la Convención.
La extinta franquicia láctea, inició conversaciones con el entonces Gobernador del estado, Morel Rodríguez, comprometiéndose a una inversión inicial de 3500 millones de bolívares Fuertes para llevar el estadio a un aforo de 15.000 personas. 
En la temporada 2007-2008 en esa sede (Estadio Nueva Esparta), lograron clasificar en la Temporada Regular para pasar el Todos Contra Todos. En la temporada 2008-2009 el equipo quedó en el último lugar en la Temporada regular a 19 juegos del primer lugar, pese a los intentos del club de reorganizar el equipo, despidiendo a su mánager Phil Regan a inicios de esa campaña.
En la temporada 2009-2010 lograron clasificar de cuarto lugar en la temporada regular para pasar por segunda vez a la postemporada (Todos Contra Todos), repitieron la clasificación en la temporada 2010-2011 aunque esta vez como quinto lugar. 
Después de 4 temporadas, en la temporada 2015-2016 los Isleños se convirtieron en el primer equipo en la historia de la LVBP en pasar a la otra instancia con un récord menor a los 30 triunfos.
En la temporada 2024-2025 los Isleños clasificaron por primera vez en su historia a la Gran Final, cayendo en 6 juegos ante los Cardenales de Lara

## Estadio

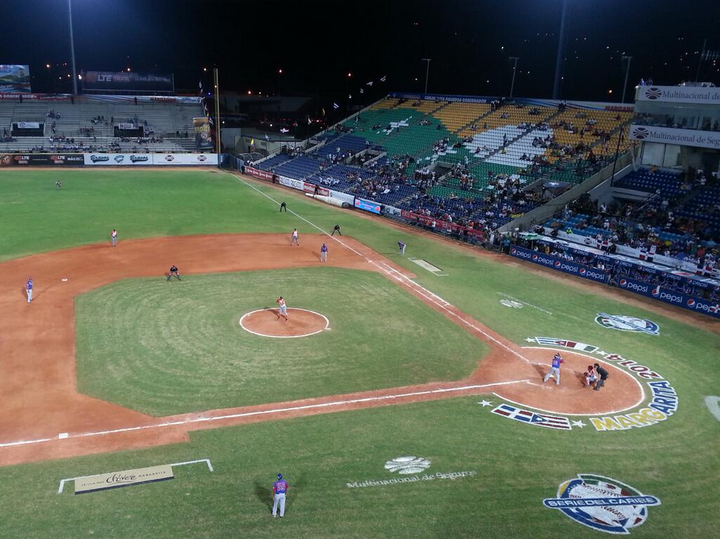
Vista del estadio en un partido de la Serie del Caribe 2014.

El Estadio Nueva Esparta, también conocido como Guatamare de Porlamar, es un estadio de béisbol ubicado en la Isla de Margarita, en el estado Nueva Esparta, en el oriente insular de Venezuela, tiene capacidad para más de 18 mil espectadores, posee 8 torres de iluminación, y estacionamiento asfaltado.
En 2013 como parte de los preparativos para la Serie del Caribe 2014, las autoridades gubernamentales tanto nacional como regional aprobaron nuevos recursos para su remodelación y la ampliación de su capacidad de 15 000 a 18 000 espectadores.
Cabe destacar que este estadio funcionó como sede alternativa de los equipos Caribes de Oriente y Navegantes del Magallanes antes de la llegada de Bravos de Margarita. La franquicia procedía de su paso por la ciudad de Araure, estado Portuguesa; en ese entonces llamada Pastora de Los Llanos.

## Jugadores y cuerpo técnico

### Mánagers
- Phil Regan (2007-2008 y 2008-2009)
- Gregorio Machado (2008-2009)
- Luis Dorante (2009-2010-2010-2011)
- Don Baylor (2011)
- Hensley Meulens (2011- 2012)
- Marcos Davalillo (2013-2014)
- Henry Blanco (2014-2019)
- Álex Núñez (2019)
- Elvis Aliotti (2019-2021)
- David Davalillo (2021-2022)
- Luis Dorante  (2022-2023)
- José Moreno (2023-actualidad)

## Números retirados
| Número | Persona       | Posición | Retirado | País      |
| ------ | ------------- | -------- | -------- | --------- |
| 11     | Luis Aparicio | SS       | 2014     | Venezuela |
| 14     | José Castillo | IF       | 2018     | Venezuela |
| 52     | Yorman Landa  | P        | 2016     | Venezuela |

### Distinciones
| Premio                                                           | Ganador                             | Temporada                                                                                         |
| Regreso del Año                                                  | - Yusmeiro Petit - Alberto González | - Liga Venezolana de Béisbol Profesional 2010-11 - 2014-2015                                      |
| Setup del Año                                                    | - Luke Gregerson                    | - Liga Venezolana de Béisbol Profesional 2008-09 - Liga Venezolana de Béisbol Profesional 2010-11 |
| Cerrador del Año                                                 | - Alex Serrano - Ronald Belisario   | - Liga Venezolana de Béisbol Profesional 2008-09 - Liga Venezolana de Béisbol Profesional 2010-11 |
| Receptor del Año                                                 | - Francisco Díaz                    | - Liga Venezolana de Béisbol Profesional 2016-17                                                  |
| Novato del Año                                                   | - José Osuna                        | - 2015-2016                                                                                       |
| Productor del Año                                                | - Ramón Flores                      | - Liga Venezolana de Béisbol Profesional 2020-21                                                  |
| Jugador más valioso de la Liga Venezolana de Béisbol Profesional | - Breyvic Valera                    | - Liga Venezolana de Béisbol Profesional 2016-17                                                  |
| Mánager del Año                                                  | - Henry Blanco                      | - 2015-2016                                                                                       |